# Zenion japonicum
Zenion japonicum är en fiskart som beskrevs av Kamohara, 1934. Zenion japonicum ingår i släktet Zenion och familjen Zenionidae. Inga underarter finns listade i Catalogue of Life.